# The Elephant Man (opera teatrale)
The Elephant Man è un'opera teatrale del drammaturgo statunitense Bernard Pomerance, che debuttò a Londra nel 1977 e a Broadway nel 1979. Nonostante l'opera abbia lo stesso titolo del film di David Lynch del 1980 e tratti dello stesso argomento (la biografia di Joseph Merrick), il film e il dramma non sono collegati in alcun modo e sviluppano la storia in modi diversi e indipendentemente l'uno dall'altra.
Il dramma è rimasto in scena a Broadway per 916 repliche e ha vinto tre Tony Awards: migliore opera teatrale, miglior regia (a Jack Hofsiss) e miglior attrice non protagonista in uno spettacolo a Carole Shelley. Nel difficile ruolo di Joseph Merrick si sono susseguiti diversi attori celebri, tra cui Mark Hamill, David Bowie, Jack Wetherall e Bruce Davison nella produzione originale e Bradley Cooper nei revival di Broadway e Londra del 2014 e 2015.